# 维尔萨航空
维尔萨航空（Aviavilsa）是一家位于立陶宛维尔纽斯的货运航空公司，公司创设于1998年并于1999年进行首航，公司主要业务是提供定期航班及包机货运飞行，与此同时也为其自己及其他公司的Antonov An-26货机提供维修保养服务，公司共有30名雇员，基地机场为维尔纽斯国际机场。

## 机队
机队：截至2009年3月15日，Aviavilsa航空的机队组成为：

ATR42-300F：1架

Antonov An-26B：2架